# Wojska Lądowe Federacji Rosyjskiej
Wojska Lądowe Federacji Rosyjskiej (ros. Сухопутные войска Российской Федерации) – jeden z trzech podstawowych rodzajów Sił Zbrojnych Federacji Rosyjskiej (obok Sił Powietrzno-Kosmicznych Federacji Rosyjskiej i Marynarki Wojennej).
Wojska Lądowe są najliczniejszym i najbardziej zróżnicowanym pod względem uzbrojenia i metod działań bojowych rodzajem Sił Zbrojnych Federacji Rosyjskiej, przeznaczonym do odparcia agresji wroga na kontynentalnych teatrach działań wojennych, ochrony integralności terytorialnej i interesów narodowych Federacji Rosyjskiej.
W ich skład wchodzą: Wojska Zmechanizowane, Wojska Pancerne, Wojska Rakietowe i Artyleria, Wojska Obrony Powietrznej, zwiadowcze formacje i jednostki wojskowe, Wojska Inżynieryjne, Wojska Obrony Radiologicznej, Chemicznej i Biologicznej i Wojska Łączności.

## Powstanie i rozwój Wojsk Lądowych  Federacji Rosyjskiej
Federacja Rosyjska jako prawny następca ZSRR przejęła również kontrolę nad jego siłami zbrojnymi.
W 1991 roku w wojskach lądowych Armii Radzieckiej służyło około 1,4 mln żołnierzy, w  tym 1 mln poborowych. W latach dziewięćdziesiątych liczba żołnierzy była sukcesywnie redukowana, a w 2001 spadła do 321 tys., w tym 190 tys. służby zasadniczej.
W końcu pierwszej dekady XXI wieku wojska lądowe liczyły według różnych danych od 230 tys., łącznie z poborowymi, do 360 tys. żołnierzy, z czego 190 tys. stanowili poborowi.
Obowiązujący od 2008 „Plan przebudowy SZ FR do 2016 roku” oraz „Kierunki dalszego rozwoju do 2020 roku” zakładały do końca 2012 roku włączenie wszystkich związków operacyjnych i taktycznych w skład komponentu stałej gotowości bojowej. Do grudnia 2009 roku planowano zakończyć reorganizację struktur wojsk lądowych. Docelowo z około 1890 jednostek wojskowych planowano utrzymać jedynie około 172. W ramach reorganizacji pełne usamodzielnienie związków taktycznych umożliwiło rezygnację z ociężałej struktury armia - dywizja - pułk na korzyść formowanych korpuśno-brygadowych zespołów zadaniowych o większej elastyczności działania. Na poszczególnych kierunkach operacyjno-strategicznych rozformowano 23 z 24 utrzymywanych dywizji, w tym cztery pancerne, szesnaście zmechanizowanych i trzy forteczne. Potrzeba zabezpieczenia rosyjskich interesów w Arktyce dała podstawę do formowania brygad posiadających zdolności do działania w warunkach arktycznych. W lipcu 2012 rozpoczęto formowanie w rejonie Murmańska i Archangielska arktycznych brygad. Do grudnia 2012 zakończono proces przekazywania 200 Brygady Zmechanizowanej z Pieczengoły w podporządkowanie Wojsk Brzegowych Floty Północnej. Oprócz niej Flocie Północnej podlegają: 61 Brygada Piechoty Morskiej w Sputniku i 80 Arktyczna Brygada Zmechanizowana w Alakurtti.
W procesie reorganizacji do 2020 zdecydowano się na formowanie kolejnych 26 brygad. W ramach korekty programu, w lutym 2013 rozpoczęto jednak odtwarzanie 4 Kantemirowskiej Dywizji Pancernej oraz 2 Tamańskiej Dywizji Zmechanizowanej z Zachodniego OW. Wynikało to z chęci kontynuacji tradycji bojowych historycznych jednostek oraz specyfiki tego kierunku operacyjno-strategicznego.
W 2012 przystąpiono do kolejnego etapu zwiększania potencjału militarnego Rosji. Zintensyfikowano proces szkolenia wojsk. Przygotowywano je nie tylko do prowadzenia operacji regionalnych, ale też do ewentualnego dużego konfliktu z NATO. Charakterystyczna była korelacja między działaniami ćwiczebnymi a wykorzystywaniem sił w czasie prowadzenia faktycznych działań militarnych, takich jak aneksja Krymu czy wkroczenie do Donbasu. Testowano też scenariusze konfliktów na różnych frontach, od Polski i krajów bałtyckich, przez Ukrainę i Kaukaz, po Daleki Wschód i Arktykę. To, co łączy wszystkie te odcinki, to jeden wróg: USA, NATO i ich sojusznicy.
W grudniu 2015, w czasie rozszerzonego kolegium Ministerstwa Obrony FR, w obecności prezydenta Władimira Putina, minister obrony generał Siergiej Szojgu złożył raport o stanie sił zbrojnych. Wynikało z niego, że stopień ukompletowania jednostek wzrósł do 92%, o 10% zwiększono liczbę żołnierzy kontraktowych i po raz pierwszy armia rosyjska liczyła mniej szeregowych poborowych niż kontraktowych. Szojgu poinformował również, że sformowano osiem nowych brygad, a do wojsk dostarczono dwa brygadowe systemy rakietowe „Iskander-M”, 1772 czołgi i pojazdy opancerzone, 148 zestawów rakietowo-artyleryjskich oraz 2292 samochody różnego typu i przeznaczenia. W rezultacie tych dostaw, nowoczesne uzbrojenie w wojskach lądowych stanowiło pod koniec 2015 roku ponad 35%.

## Jednostki wojsk lądowych
Pod koniec 2015 w wojskach lądowych funkcjonowało:
- jedenaście armii (1 APanc, 6 A, 20 A, 49 A, 58 A, 2 A, 41 A, 5 A, 29 A, 35 A i 36 A)
- jedna dywizja pancerna (4 Kantemirowska DPanc)
- cztery brygady pancerne, w tym jedna w trakcie formowania
- dwie dywizje zmechanizowane (2 Tamańska DZ i 201 DZ)
- trzydzieści cztery brygady zmotoryzowane o różnej organizacji i wyposażeniu
- jedna dywizja forteczna (18 DFort)
- osiem brygad artylerii
- cztery brygady artylerii rakietowej
- jeden pułk artylerii rakietowej
- dziewięć brygad rakiet operacyjno-taktycznych (w tym sześć wyposażonych w zestawy 9K720 Iskander-M/K)
- dziewięć brygad przeciwlotniczych
- cztery brygady inżynieryjne
- jedna brygada MP
- dziesięć pułków chemicznych
- dziesięć brygad logistycznych

## Uzbrojenie wojsk lądowych
Podstawowe uzbrojenie  wojsk lądowych (2018):
- 2700 czołgów (1700 T-72, 450 T-80 i 350 T-90),
- 5400 opancerzonych wozów piechoty (w tym: 500 BWP-1, 3000 BWP-2, 500 BWP-3, 100 BTR-80 i 600 BTR-82)
- ponad 6000 transporterów opancerzonych
- ponad 1200 opancerzonych wozów rozpoznawczych,
- ponad 4180 systemów artyleryjskich,
- 120 taktycznych zestawów rakietowych,
- ponad 1570 przeciwlotniczych zestawów rakietowych,
- zestawy przenośnych przeciwpancernych i przeciwlotniczych pocisków kierowanych,
- bezzałogowe aparaty latające.

Nadwyżka sprzętu jest przechowywana w składnicach jako rezerwa mobilizacyjna. Stanowi ją technika bojowa wycofywana z jednostek operacyjnych. Szacuje się, że zmagazynowane na potrzeby wojsk lądowych zapasy mobilizacyjne mogą być następujące: 
- 17 500 czołgów (2800 T-55, 2500 T-62, 2000 T-64, 7000 T-72, 3000 T-80 i 200 T-90),
- ponad 2000 opancerzonych wozów rozpoznawczych (głównie BRDM-2),
- 8500 opancerzonych wozów piechoty (w tym: 7000 BWP-1 i 1500 BWP-2),
- 6000 transporterów opancerzonych (2000 MTLB i 4000 BTR-60/70),
- 22 565 systemów artyleryjskich oraz 2000 przeciwpancernych armat kalibru 100 mm (T-12/MT-12).
- taktyczne zestawy rakietowe,
- przeciwlotnicze zestawy rakietowe,
- przenośne zestawy przeciwpancerne i przeciwlotnicze pociski kierowane

## Dowódcy Wojsk Lądowych
- sierpień 1991 – listopad 1996 – gen. armii Władimir Siemionow;
- marzec 2001 – październik 2004 – gen. armii Nikołaj Kormilcew;
- listopad 2004 – czerwiec 2008 – gen. armii Aleksiej Masłow;
- czerwiec 2008 – styczeń 2010 – gen. armii Władimir Bołdyriew;
- styczeń 2010 – kwiecień 2012 – gen. płk Aleksandr Postnikow;
- kwiecień 2012 – grudzień 2013 – gen. płk Władimir Czyrkin;
- grudzień 2013 – maj 2014 – cz.p.o. gen. płk Siergiej Istrakow;
- maj 2014 – maj 2025 – gen. armii Oleg Salukow[9];
- maj 2025 – gen. płk Andriej Mordwiczow[10];